# Slobodan Milošević
Slobodan Milošević ([slɔˈbɔdan miˈlɔːʃɛvitɕ] uttal (fil)) (serbisk kyrilliska: Слободан Милошевић), född 20 augusti 1941 i Požarevac i Kungariket Jugoslavien, död 11 mars 2006 i Haag i Nederländerna, var en serbisk politiker. Han var Serbiens president 1989–1997 och Jugoslaviens president 1997–2000. Han ledde Serbiens socialistiska parti (SPS) från dess grundande 1990. Milošević var en mycket auktoritär ledare och anklagades av det internationella samfundet för att ha förbrutit sig mot internationell rätt under sin tid vid makten.
År 2001 åtalades Milošević av FN:s krigsförbrytartribunal för bland annat krigsförbrytelser och brott mot mänskligheten under Bosnien- och Kosovokriget. Han avled dock innan rättegången avslutats.

## Biografi

### Den tidiga karriären

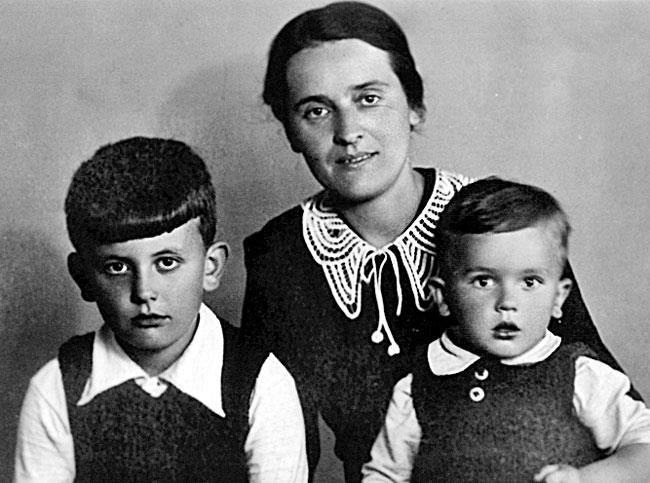
Stanislava Milošević (född Koljenšić) med sönerna Borislav och Slobodan Milošević.

Slobodan Milošević föddes i Požarevac i Serbien under axelmakternas ockupation. Hans far, Svetozar Milošević, begick självmord 1962. Milošević sägs ha studerat till östortodox präst men blev aldrig prästvigd. Hans mor Stanislava Milošević, född Koljenšić, som var lärare, hängde sig själv tio år senare. Slobodan kom att ingå äktenskap med Mirjana Marković som var av kroatisk härkomst[källa behövs]. De fick senare en son, Marko, och en dotter, Marija.
1959 anslöt sig Milošević till Jugoslaviens kommunistförbund. Milošević studerade även juridik vid Belgrads universitet varifrån han utexaminerades år 1964. På universitetet mötte han Ivan Stambolić, ett ungt stjärnskott inom det förbundet. Efter att ha följt i sin mentors fotspår kom Milošević att senare anklaga Stambolić för att "ha förrått den serbiska saken."
Från 1969 verkade han som direktör för Tehnogas, ett företag där Stambolić tidigare var VD. När Stambolić blev ledare för det serbiska kommunistpartiet år 1973 tog Milošević hans plats som direktör för företaget. Han arbetade där fram till 1978 när han antog positionen som ordförande för Beogradska Banka (Belgrads Bank). Vid olika tidpunkter bodde han i New York, USA som bankens officiella representant utomlands och han lämnade slutligen banken år 1983 för att ägna sig åt politiken.

### Politikerkarriären
Slobodan Milošević blev ordförande i kommunistförbundets belgradsavdelning 1984 och därefter ordförande i det serbiska kommunistförbundet 1986 (omvald 1988). Milošević blev president i Serbien 1989 (omvald 1990 och 1992) och ordförande i det serbiska socialistpartiet 1990.
Han blev president för Förbundsrepubliken Jugoslavien den 23 juli 1997. Han avgick från presidentposten den 6 oktober 2000 efter att ha förlorat valet den 24 september. Han blev gripen och åtalad för bland annat maktmissbruk i Serbien i april 2001. Han utlämnades till Internationella krigsförbrytartribunalen för det forna Jugoslavien den 28 juni 2001. Milošević häktades av krigsförbrytartribunalen och var åtalad misstänkt för brott begångna under kriget i före detta Jugoslavien under hans tid vid makten. Han åtalades i oktober 2001 misstänkt för krigsförbrytelser och brott mot mänskligheten under kroatiska självständighetskriget och åtalades i november 2001 misstänkt för folkmord och krigsförbrytelser under Bosnienkriget samt Kosovokriget.
I september 2004 meddelade Internationella brottmålsdomstolen i Haag, Nederländerna att en försvarsadvokat skulle utses åt Milošević mot hans vilja. Miloševic hade dittills själv skött sitt försvar men domstolen ansåg att hans hälsotillstånd inte skulle tillåta detta. Milošević begärde att kalla över 1600 vittnen till sitt försvar. Milošević hann dock avlida innan rättegångarna avslutats.

### Död
Slobodan Milošević avled den 11 mars 2006 i sin cell i krigsförbrytartribunalens fängelse i Haag. Döden inträffade innan hans rättegång hunnit avslutas. Under rättegångsåren hade Milošević klagat över högt blodtryck och rättegången, som pågick i över fyra år, fick avbrytas åtskilliga gånger på grund av åberopande av hälsoskäl.
I februari hade Milošević ansökt om att få resa till Moskva i Ryssland för att träffa en hjärtläkare, en ansökan som krigsförbrytartribunalen avslagit då han hade full tillgång till hälsovård i Haag. Ryssland var att betrakta som en anförvant till Miloševićs regim då konflikten med väst blev akut i samband med Kosovokriget. Dessutom fanns redan Miloševićs hustru Mirjana Marković i Ryssland, efterlyst för ekonomisk brottslighet i Serbien. Beslutet att inte låta Milošević åka till Ryssland togs därför även av säkerhetsskäl, då farhågor fanns att han på detta sätt skulle undkomma rättsprocessen. Miloševićs bror Borislav påstår att denna vägran var den direkta orsaken till Miloševićs död.

#### Obduktion
Zdenko Tomanović, Miloševićs advokat i den pågående rättegången (Milošević förde sin egen talan, men Tomanović hjälpte honom att förbereda sina anföranden), begärde timmarna efter Miloševićs död att en obduktion genast skulle genomföras då Milošević före sin död sagt att han fruktade att man skulle låta förgifta honom. Tomanović hade å hans vägnar också vädjat om beskydd från den ryska ambassaden i Nederländerna samt det ryska utrikesdepartementet.
Den 12 mars 2006 beslutade domstolen i Haag att neka Tomanovićs begäran om att Miloševićs kropp skall obduceras i Ryssland. Man beslutade att obduktionen skall hållas i Haag, men att en serbisk patolog skall finnas närvarande vid obduktionen.
På kvällen den 12 mars meddelade en anonym källa vid Haag-tribunalen att de preliminära resultaten av obduktionen av Miloševićs kropp tydde på att han avled i en hjärtinfarkt. Samtidigt rapporterade den nederländska tv-kanalen Nederlandse Omroep Stichting att läkare flera månader tidigare funnit spår av läkemedel mot lepra och tuberkulos i Miloševićs blod som kan ha neutraliserat effekten av de blodtryckhämmande- och hjärtmediciner som Milošević använde.
Obduktionen utfördes av tre nederländska och en belgisk läkare. Under obduktionen närvarade också två serbiska läkare. Obduktionens resultat, att Milošević dog av en hjärtinfarkt, godkändes av ryska läkare.

#### Förgiftningsanklagelser
Den 13 mars bekräftade toxikologen Donald Uges att man vid blodprov som utfördes på Milošević två veckor innan hans död funnit spår av det kraftfulla antibiotikumet rifampicin. Uges menade dock att Milošević mest troligt själv tagit medicinen för att kunna åka till Ryssland för behandling och sedan bli kvar där. Enligt det ryska utrikesministeriet hade man mottagit ett handskrivet brev från Milošević dagarna innan hans död där han klagade på att läkarna behandlade honom felaktigt. Ryssland begärde att få göra en egen obduktion av kroppen eftersom man ansåg att det fanns risk för att obduktionsprotokollet inte skulle vara tillförlitligt. Ryska läkare som skickades till Haag godkände dock obduktionens resultat.
Det nederländska rättsmedicinska institutet följde upp obduktionen med en toxikologisk undersökning. Enligt FN-domstolen fanns inget rifampicin kvar i kroppen vid dödsfallet.

#### Anklagelser om medicinsk felbehandling
Enligt akademimedlemmen Lev Bokerija vid Ryska akademin för medicinsk vetenskap kunde Slobodan Miloševićs död ha uppskjutits flera år om han fått specialistbehandling i Ryssland. Enligt honom var Miloševićs död ett resultat av att man avsiktligt nekat honom den läkarvård han behövde, och sannolikheten att någon förgiftning skulle föreligga mycket små.

#### Begravning
Slobodan Milošević begravdes i sin hemstad Požarevac den 18 mars 2006.